# Saint-Avit-le-Pauvre
Saint-Avit-le-Pauvre este o comună în departamentul Creuse din centrul Franței. În 2009 avea o populație de 72 de locuitori.

## Evoluția populației
| An        | 1975 | 1982 | 1990 | 1999 | 2006 | 2009 |
| --------- | ---- | ---- | ---- | ---- | ---- | ---- |
| Populație | 91   | 76   | 69   | 80   | 77   | 72   |